# 雑賀陽平
雑賀 陽平（さいが ようへい、本名：石井 利信、1950年3月8日 - 2005年4月25日）は、兵庫県神戸市出身の漫画家。

## 来歴
1968年、兵庫県立夢野台高等学校卒業。1971年、漫画雑誌「COM」10月号に於いて、『我らの時代-失われない世界-』で第20回新人賞を受賞。その後、1980年創刊の季刊誌「漫金超（まんがゴールデンスーパーデラックス）」ではいしいひさいちや川崎ゆきおなどとともに活躍。作品数は多くはなかったが、ラジカルなナンセンス漫画家として知られた。その後は「週刊朝日」の『デキゴトロジー』を夏目房之介と担当していた他、「夕刊フジ」や「神戸新聞」などに4コマ漫画を連載していた。
その後は本業である画廊「東邦アート」の大阪支店長を務め、漫画家としての活動は休止していたが、2005年4月25日、通勤途中にJR福知山線脱線事故に遭遇し急逝した。55歳没。
没後、家族に宛てた絵手紙を展示する「家族の絵手紙展」が不定期に開催されており、2007年4月には房江夫人による手記『最後の絵手紙―福知山線脱線事故で夫を失った妻の手記』を幻冬舎より出版。2011年1月4日、公式サイト「さいがようへい.com」をオープン（現在は閉鎖）。

## 作品一覧
- 我らの時代
- 我らの時代-失われない世界-
- とのおー